# Minsk-Matchoulichtchi
La base aérienne Minsk-Matchoulichtchi, en bilérossue : 50-я змешаная авіябаза) est une base aérienne en Biélorussie située dans le Voblast de Minsk, bans la banlieue sud de Minsk.

## 26 février 2023
Selon Svetlana Tikhanovskaïa candidate d'opposition lors de l'élection présidentielle biélorusse de 2020, actuellement en exil, « des partisans (…) ont confirmé le succès d’une opération spéciale visant à faire exploser un avion russe rare sur la base de Minsk-Matchoulichtchi, près de Minsk ».

## Situation
| Minsk-2 Orcha Brest Homiel · Gomel Hrodna · Grodno Mahiliow · Moguilev Zyabrovka Lida Baranavitchy Borovitsy Matchoulichtchi Chtchoutchyn |